# Gato Negro
Gato Negro – trzeci album zespołu 7 Year Bitch wydany 12 marca 1996 przez wytwórnię Atlantic Records. Materiał nagrano w "Brilliant Studios" w San Francisco.

## Lista utworów
1. "The History of My Future" (S. Vigil, E. Davis) – 2:14
2. "Crying Shame" (S. Vigil, E. Davis) – 4:09
3. "Disillusion" (S. Vigil, E. Davis) – 3:05
4. "Deep in the Heart" (S. Vigil, E. Davis) – 3:02
5. "The Midst" (S. Vigil, E. Davis) – 3:29
6. "24,900 Miles Per Hour" (S. Vigil, E. Davis) – 3:27
7. "Whoopie Cat" (S. Vigil, E. Davis) – 3:02
8. "Miss Understood" (S. Vigil, E. Davis) – 3:07
9. "Sore Subject" (S. Vigil, E. Davis) – 2:06
10. "Rest My Head" (S. Vigil, E. Davis) – 2:57
11. "2nd Hand" (S. Vigil, E. Davis) – 1:44
12. "Jack" (S. Vigil, E. Davis) – 2:36

## Skład
- Selene Vigil – śpiew
- Roisin Dunne – gitara
- Elizabeth Davis – gitara basowa
- Valerie Agnew – perkusja

produkcja
- Billy Anderson – nagranie, mix, producent
- 7 Year Bitch – producent
- Mike Bogus – nagranie (asystent)
- Adam Muñoz – mix, pre-mastering
- Stephen Marcussen – mastering